# Prunus lusitanica
Il lauro del Portogallo (Prunus lusitanica L., 1753)   è un arbusto sempreverde della famiglia delle Rosacee, originario del Portogallo (da cui il nome), della Francia, della Spagna, del Marocco e della Macaronesia.
Il suo epiteto specifico lusitanica rimanda alla Lusitania, nome romano dato al Portogallo.

## Descrizione
Prunus lusitanica è una pianta sempreverde che può crescere sino a 3-4 metri di altezza. Secondo alcune fonti può crescere sino a 6 metri. La corteccia è marrone scuro, le foglie sono alternate, ovali, di 7–12 cm di lunghezza per 3-5 di larghezza, con un apice acuto e un margine dentato, di colore più scuro nella parte finale e più chiaro nella parte più bassa. La superficie della foglia è simile a quella del Laurus nobilis, motivo per cui le due specie vengono talvolta confuse.
I fiori sono piccoli (10–15 mm di diametro) con cinque petali bianchi ciascuno; questi sono prodotti da un racemo di 15–25 cm di lunghezza, verso la tarda primavera. I frutti sono delle piccole drupe di 8–13 mm di diametro, di colore verde che con la maturazione divengono dapprima rosse, poi viola scuro e poi nere tra la fine dell'estate e l'inizio dell'autunno.

## Biologia
Si riproduce sia per metodo sessuato che per metodo asessuato.

## Distribuzione e habitat

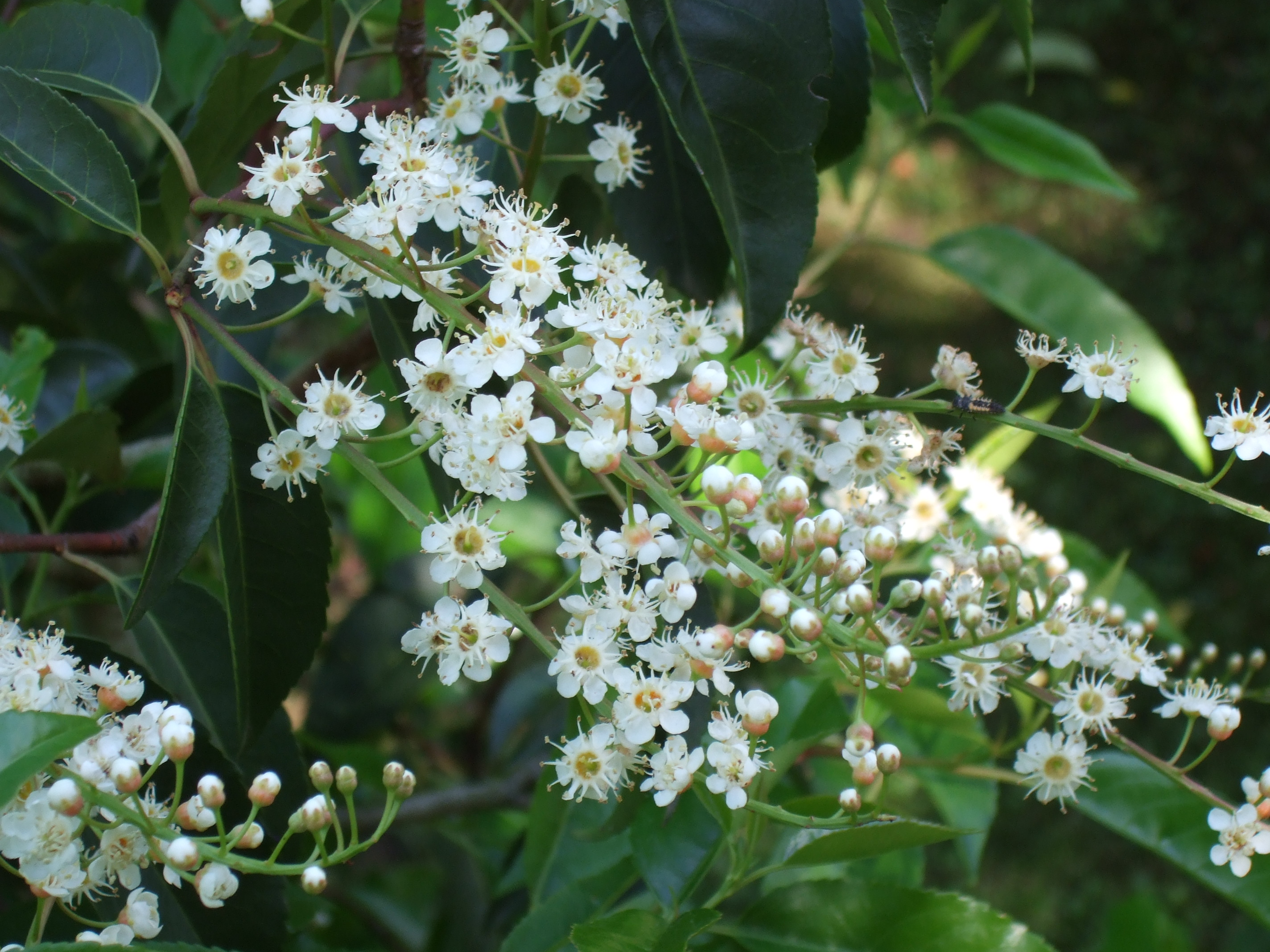
Fiori

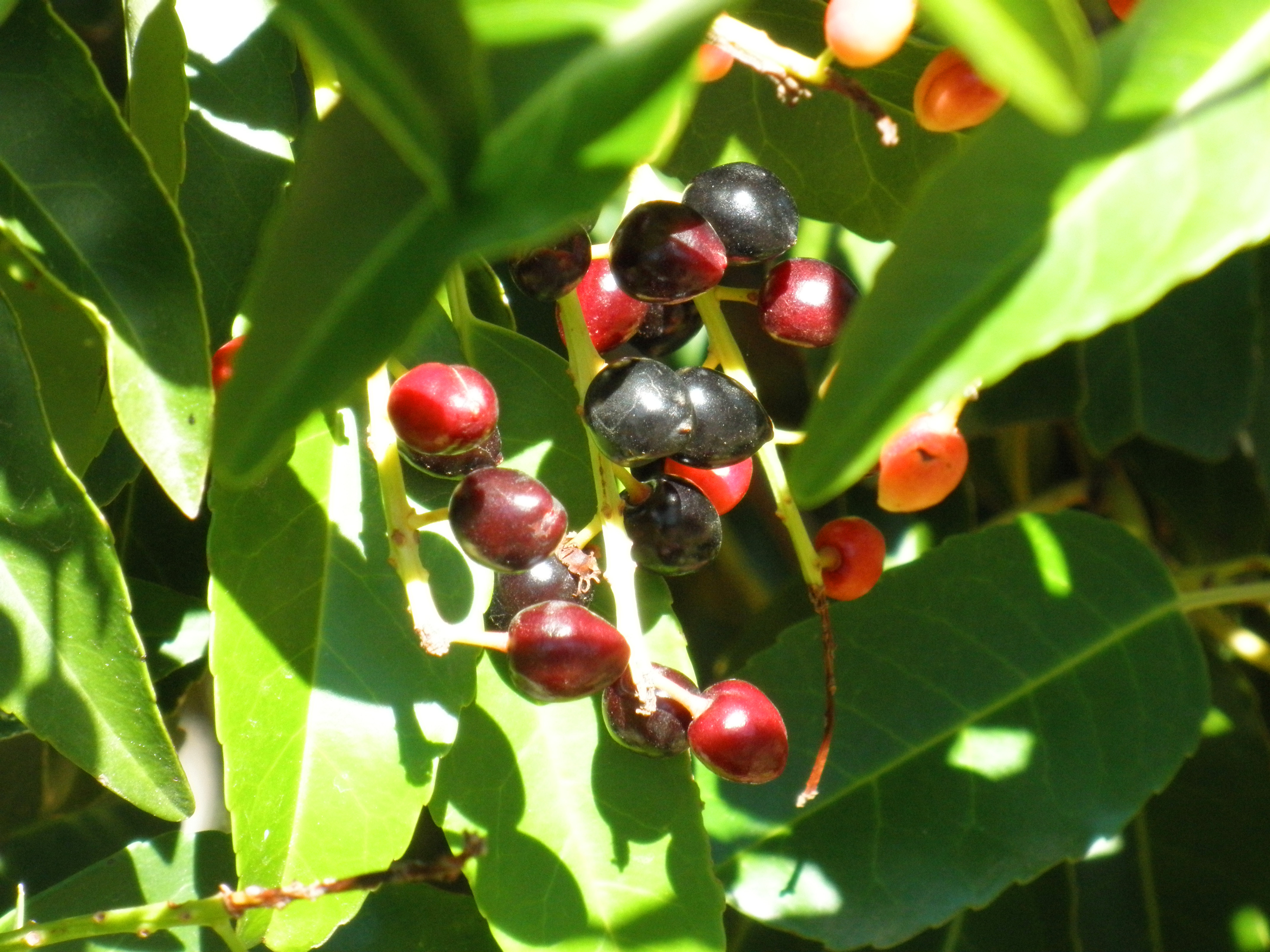
Frutti

Prunus lusitanica è diffusa in Francia, Spagna, Portogallo e Marocco nonché nelle isole Azzorre, Canarie e Madeira.
È moderatamente tollerante della siccità. 

## Tassonomia
Vi sono tre sottospecie di questa pianta:
- Prunus lusitanica subsp. lusitanica - presente in Portogallo, Spagna, sud-ovest della Francia e nel nord del Marocco.
- Prunus lusitanica subsp. azorica (Mouill.) Franco - endemica delle Azzorre.[7]
- Prunus lusitanica subsp. hixa (Willd.) Franco - presente nelle Isole Canarie, e Madeira.

## Coltivazione
Prunus lusitanica cresce come pianta ornamentale per creare lunghi divisori di siepe in giardini e parchi. È stato introdotto con successo in aree dal clima temperato come la Francia settentrionale, la Gran Bretagna, la Nuova Zelanda e il Canada occidentale, nonché negli Stati Uniti in California, nell'Oregon e nello Stato di Washington.
Simile alle piante di Prunus laurocerasus, P. lusitanica è stato riconosciuto da alcuni botanici come specie invasiva, in particolare negli Stati Uniti. La sua diffusione così notevole è dovuta al fatto che gli uccelli solitamente ne consumano i frutti, rilasciando poi i semi con la defecazione ovunque.